# Chelypus macroceras
Chelypus macroceras es una especie de arácnido  del orden Solifugae de la familia Hexisopodidae.

## Distribución geográfica
Se encuentra en Zambia.